# Din Moldova (revistă)
Deși a avut o existență relativ scurtă (doar opt luni), "Din Moldova" (devenită, de la nr.10/1863, "Lumina") reprezintă una dintre cele mai importante reviste românești din toate timpurile. Ea este, înainte de orice, publicația afirmării plenare a redactorului, B. P. Hasdeu, în toate domeniile literaturii: poezie, proză, dramaturgie, critică literară. Revista constituie totodată mijlocul prin intermediul căruia savantul a trezit din letargie viața culturală ieșeană, trasând, în genere, literaturii române un nou făgaș (anticipator al celui croit de Titu Maiorescu), cu deschidere deopotrivă către marile probleme naționale și către valorile universale.
În sfârșit, "Din Moldova" (Lumina) reprezintă stimulentul de coagulare a principalelor forțe artistice care vor alcătui - după uzurparea rolului de mentor al lui B. P. Hasdeu și de îndepărtarea lui din învățământ - nucleul viitoarei "Junimi".